# Универсал Банк
АО «Универсал Банк» — украинский комерческий банк, основанный в 1994 в Тернополе как ОАО «Банк Универсальний». С 2007 работает на всеукраинском уровне под торговым наименованием Universal Bank. С 2019 признан системно важным банком. С 2023 года стал вторым по количеству активных карточек. Финучреждение принадлежит украинскому предпринимателю Сергею Тигипко через кипрскую Bailican Limited, которой в свою очередь подконтрольна кипрская Silvereco Limited, непосредственно владеющая 100% акций юридического лица банка. Девиз «Партнер сегодня. Партнер навсегда.».

## История

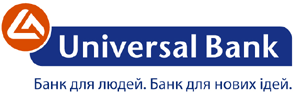
Логотип в фирменном стиле Eurobank и с неизменной эмблемой греческого банка содержал слоган "Банк для людей – Банк для новых идей", был создан после переименования банка в 2008 году, и использовался до поглощения банка группой компаний TAS в 2016 году.

Бурное развитие банка началось в 2006 году. Финансовые показатели выросли втрое (активы — на 46 %, Депозиты физических лиц — на 50 %, юридических — на 91 %). По состоянию на 1 февраля 2006 года активы банка составляли почти 602 млн грн, кредитно-инвестиционный портфель — 479,5 млн, депозиты физических лиц — 363,5 млн, уставной капитал — 55 млн.
С ноября 2006 года 99,34 % Акций принадлежали греческому Eurobank EFG, который за короткое время вывел его на всеукраинский рынок. В свою очередь Eurobank EFG входит в международную банковскую группу EFG Group — третьей по объёму активов швейцарской банковской группы, которая представлена более чем в 30 странах мира, которая занимала ведущие позиции в Греции, Турции, Сербии, Румынии, Польши, Болгарии и др.
С начала 2007 года активы банка выросли на 230 %, а кредитный портфель — втрое. За 2007 год банк получил прибыль в размере 8,45 млн грн.
После роста доходов в феврале 2008 года ОАО «Банк Универсальный» был переименован в ОАО «Универсал Банк». 8 сентября 2008 года банк открыл 150-е отделение.
22 июня 2009 года было принято решение о смене типа акционерного общества на Публичное акционерное общество «Универсал Банк».
В 2014 году греческий Eurobank Ergasias S.A. вступил в переговоры с одной из структур украинского Дельта Банка о продаже своего дочернего украинского банка. Однако сделка была отменена из-за невозможности получить разрешение регуляторных органов Украины.
1 декабря 2016 сообщалось о покупке банка олигархом Сергеем Тигипко, который планировал присоединить его к своему Таскомбанк.
27 декабря 2016 Группа «TAС» и Eurobank Group объявили о закрытии сделки по купли-продажи ПАО «Универсал Банк» и приобретение Группой «ТАС» дочернего банка международной группы. Крупнейшим акционером банка в начале того же года был нидерландский ERB New Europe Holding B. V. с долей 99,9656%. Согласно информации НБУ, на 1 октября 2016 года по размеру общих активов банк занимал 27-е место (5,397 млрд грн) среди 100 действующих банков страны.
В 2017 в сотрудничестве с Дмитрием Дубилетом был открыт виртуальный банк «monobank». 27 февраля 2018 банк запустил поддержку Google Pay, а с 21 августа того же года и Apple Pay.
3 августа 2020 года неизвестный мужчина захватил отделение банка в центре Киева. Работники банковского учреждения покинули помещение бизнес-центра Леонардо в Шевченковском районе, а руководитель отделения осталась по собственному желанию. Представители полиции начали переговоры с террористом и предложили ему сдаться. Захвативший здание гражданин Узбекистана спустя почти три часа вышел из отделения и был задержан спецназом.